# Messanges (Côte-d'Or)
Pour les articles homonymes, voir Messanges.
Messanges est une commune française située dans le département de la Côte-d'Or en région Bourgogne-Franche-Comté.

## Géographie

### Climat
Pour des articles plus généraux, voir Climat de la Bourgogne-Franche-Comté et Climat de la Côte-d'Or.
En 2010, le climat de la commune est de type climat océanique dégradé des plaines du Centre et du Nord, selon une étude du Centre national de la recherche scientifique s'appuyant sur une série de données couvrant la période 1971-2000. En 2020, Météo-France publie une typologie des climats de la France métropolitaine dans laquelle la commune est exposée à un climat océanique altéré et est dans la région climatique  Bourgogne, vallée de la Saône, caractérisée par un bon ensoleillement (1 900 h/an), un été chaud (18,5 °C), un air sec au printemps et en été et des vents faibles. 
Pour la période 1971-2000, la température annuelle moyenne est de 10,6 °C, avec une amplitude thermique annuelle de 17,1 °C. Le cumul annuel moyen de précipitations est de 834 mm, avec 12,4 jours de précipitations en janvier et 7,6 jours en juillet. Pour la période 1991-2020, la température moyenne annuelle observée sur la station météorologique de Météo-France la plus proche, « Savigny Les Bea », sur la commune de Savigny-lès-Beaune à 12 km à vol d'oiseau, est de 11,9 °C et le cumul annuel moyen de précipitations est de 752,9 mm,. Pour l'avenir, les paramètres climatiques de la commune estimés pour 2050 selon différents scénarios d'émission de gaz à effet de serre sont consultables sur un site dédié publié par Météo-France en novembre 2022.

## Urbanisme

### Typologie
Au 1er janvier 2024, Messanges est catégorisée commune rurale à habitat dispersé, selon la nouvelle grille communale de densité à 7 niveaux définie par l'Insee en 2022.
Elle est située hors unité urbaine. Par ailleurs la commune fait partie de l'aire d'attraction de Dijon, dont elle est une commune de la couronne,. Cette aire, qui regroupe 333 communes, est catégorisée dans les aires de 200 000 à moins de 700 000 habitants,.

### Occupation des sols
L'occupation des sols de la commune, telle qu'elle ressort de la base de données européenne d’occupation biophysique des sols Corine Land Cover (CLC), est marquée par l'importance des forêts et milieux semi-naturels (50,1 % en 2018), en augmentation par rapport à 1990 (49,2 %). La répartition détaillée en 2018 est la suivante :
forêts (50,1 %), terres arables (30,5 %), zones agricoles hétérogènes (18 %), cultures permanentes (1,5 %). L'évolution de l’occupation des sols de la commune et de ses infrastructures peut être observée sur les différentes représentations cartographiques du territoire : la carte de Cassini (XVIIIe siècle), la carte d'état-major (1820-1866) et les cartes ou photos aériennes de l'IGN pour la période actuelle (1950 à aujourd'hui).

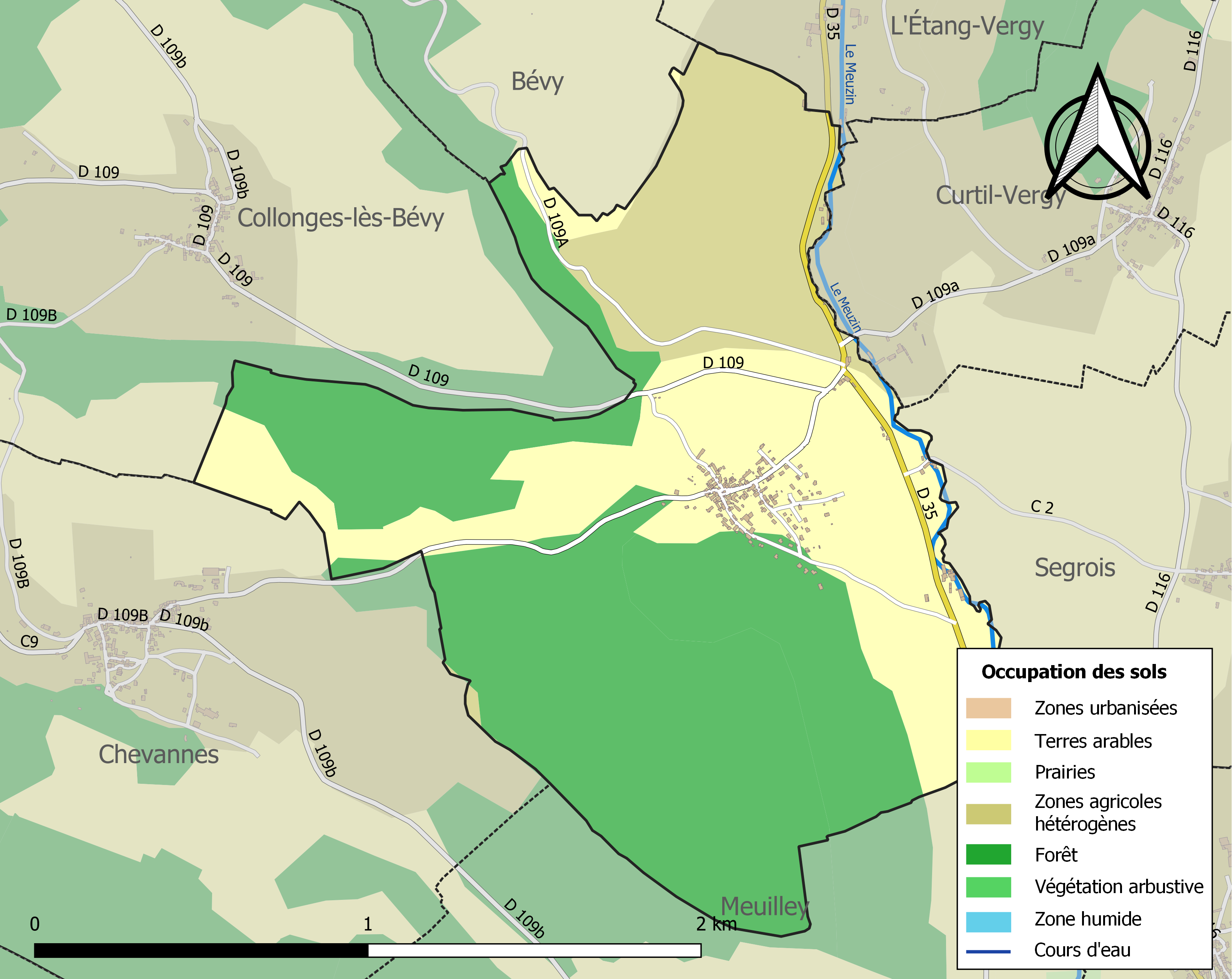
Carte des infrastructures et de l'occupation des sols de la commune en 2018 (CLC).

## Histoire
En 1589 une célèbre bataille s'y déroula entre les ligueurs d'une part et les royalistes commandés par le baron de CHANTAL (futur époux de sainte Jeanne de Chantal, aïeule de Madame de Sévigné).
En 1621 la commune fut vendue par le chapitre d'Autun au seigneur de Villars-sous-Vergy puis au XVIIIe siècle à la famille Pasquier.
La vigne était la principale culture de la commune mais les ravages du phylloxera et les méventes successives d'un vin médiocre ont découragé les vignerons. La renouveau de l'activité vinicole dans les Hautes Côtes avec l'attribution, en 1961, de l'appellation Bourgogne Hautes Côtes de Nuits n'a pas permis de relancer la vigne sur la commune.
Une confrérie de Saint Vincent a fonctionné jusqu'en 1915. Elle a repris son activité en 1937 sous une forme plus festive. Aujourd'hui les vignerons de Messanges et Curtil-Vergy se sont regroupés pour fêter dignement leur saint patron au cours du traditionnel office religieux.

## Toponymie
- Mainzangiae (1023), Menchanges (1180), Mecenges (1271), Messange (1793).

## Politique et administration
| Période                                  | Période        | Identité         | Étiquette | Qualité     |
| ---------------------------------------- | -------------- | ---------------- | --------- | ----------- |
| 1945                                     | 1969           | Georges Bonnard  |           | Meunier     |
| 1969                                     | 2001           | Valère Gouachon  | DVD       | cultivateur |
| 2001                                     | 2014           | Gilbert Goujon   |           | Commerçant  |
| 2014                                     | septembre 2024 | Christian Hoquet |           |             |
| Les données manquantes sont à compléter. |                |                  |           |             |

## Démographie
L'évolution du nombre d'habitants est connue à travers les recensements de la population effectués dans la commune depuis 1793. Pour les communes de moins de 10 000 habitants, une enquête de recensement portant sur toute la population est réalisée tous les cinq ans, les populations de référence des années intermédiaires étant quant à elles estimées par interpolation ou extrapolation. Pour la commune, le premier recensement exhaustif entrant dans le cadre du nouveau dispositif a été réalisé en 2006.

En 2022, la commune comptait 248 habitants, en évolution de +4,2 % par rapport à 2016 (Côte-d'Or : +0,82 %, France hors Mayotte : +2,11 %).
| 1793 | 1800 | 1806 | 1821 | 1831 | 1836 | 1841 | 1846 | 1851 |
| ---- | ---- | ---- | ---- | ---- | ---- | ---- | ---- | ---- |
| 150  | 222  | 206  | 260  | 256  | 237  | 236  | 229  | 228  |

| 1856 | 1861 | 1866 | 1872 | 1876 | 1881 | 1886 | 1891 | 1896 |
| ---- | ---- | ---- | ---- | ---- | ---- | ---- | ---- | ---- |
| 222  | 230  | 243  | 230  | 217  | 199  | 200  | 180  | 170  |

| 1901 | 1906 | 1911 | 1921 | 1926 | 1931 | 1936 | 1946 | 1954 |
| ---- | ---- | ---- | ---- | ---- | ---- | ---- | ---- | ---- |
| 173  | 157  | 154  | 125  | 118  | 107  | 89   | 85   | 117  |

| 1962 | 1968 | 1975 | 1982 | 1990 | 1999 | 2006 | 2011 | 2016 |
| ---- | ---- | ---- | ---- | ---- | ---- | ---- | ---- | ---- |
| 107  | 105  | 105  | 121  | 173  | 194  | 232  | 240  | 238  |

| 2021 | 2022 | - | - | - | - | - | - | - |
| ---- | ---- | - | - | - | - | - | - | - |
| 244  | 248  | - | - | - | - | - | - | - |

## Lieux et monuments

### Moulin Chevalier
La création du Moulin Chevalier sur les rives du Meuzin remonte à 1256. Depuis cette date il a vécu plusieurs remaniements dont on peut discerner les différentes étapes.
L'établissement bien conservé -il a fonctionné jusqu'en 1983- est aujourd'hui transformé en écomusée et présente, sur quatre niveaux, un remarquable éventail de matériel de meunerie ainsi que des expositions sur les thèmes de l'eau.
Le moulin est labellisé patrimoine 2000 et classé site clunisien sur le grand itinéraire culturel du conseil de l'Europe.

### La Croix du moulin[19]
Imposant et original calvaire érigé en 1864 par le meunier André Picard. Garnie de symboles religieux et astronomiques elle peut paraître mystérieuse voire ésotérique. C'est pourquoi des visites guidées sont organisées régulièrement.
Hauteur : 4,60 m. Poids : 4 tonnes.

### Église
Dans l'église paroissial de la Visitation on remarque :
- Une pierre tombale du XVIIe siècle. Cette dalle funéraire classée (en 2005) est gravée aux noms de Philibert Belin châtelain et prévôt de Vergy mort en 1684, et Jeanne Le Blanc son épouse morte en 1679.
- Une statue de saint Nicolas du XVe siècle classée depuis 1927.

### Cimetière
À l'entrée de l'ancien cimetière, jouxtant l'église, une borne est disposée de façon à permettre le passage de deux personnes tout en empêchant l'entrée des animaux.

## Personnalités liées à la commune
André Picard (1788 - 1870).
Meunier au Moulin Chevalier qu'il agrandit et modernise. Il construit la plus belle maison de l'époque : "la Picardie" et déplace le lit de la rivière Meuzin pour améliorer le système hydraulique.
Sa passion pour l'astronomie naît avec le passage de la comète de 1811.
C'est au soir de sa vie -en 1864- qu'il fait ériger le calvaire qui témoigne de son originalité, de sa culture religieuse et de son sens de l'humour.
"Étrange était ce lieu où un meunier fantasque
délaissait son moulin par amour du zodiaque
on le voyait souvent, armé d'une lunette,
chercher dans un ciel pur le secret des planètes."
Charles Baroche poète bourguignon.